# Château du Grand Vignoble
Le château du Grand Vignoble est un château français situé sur la commune de Saint-Julien-de-Crempse, en Dordogne. Il en subsiste aujourd'hui le corps de logis principal datant du XVIIe siècle. Le reste des bâtiments date des années 1980, moment où les communs ont été démolis pour laisser place à des chambres d'hôtel.

## Historique
Édifié au plus haut du village de Saint-Julien-de-Crempse, ce lieu date approximativement du XIVe siècle, où l'abbé Brugière précise, « un petit château sans tour, ni créneau ». Il fut détruit au XVe siècle par les Anglais. Au XVIIe siècle, un château fut rebâti à l'emplacement des ruines du petit château médiéval. Certaines rumeurs parlent d'une ville forte anglaise qui se trouvait à cet endroit, mais aucun élément ne peut le confirmer.
Il fut probablement peu modifié au cours des siècles, hormis entre 1843 et 1877. Les communs qui l'entouraient ont été abattus en grande partie. Dans les années 1980, le bâtiment est transformé en hôtel-restaurant, et de nouveaux bâtiments sont édifiés à la place des anciens.
Une chapelle était présente à l'arrière du bâtiment, dans laquelle au XVIIIe siècle, un archevêque de Bordeaux venait dire des messes à l'automne. Ses bases se trouvent aujourd'hui sous un tas de fumier. La pierre de l'autel se trouve dans la cour actuellement, et sert de banc décoratif.
Le plus ancien propriétaire connu est Monsieur du Conseil, président au Parlement de Bordeaux, mentionné en 1759 comme Seigneur du tenement.